# Eternal Champions
 (décembre 2018).
Si vous disposez d'ouvrages ou d'articles de référence ou si vous connaissez des sites web de qualité traitant du thème abordé ici, merci de compléter l'article en donnant les références utiles à sa vérifiabilité et en les liant à la section « Notes et références ».
Eternal Champions est un jeu vidéo de combat, développé par Sega, sorti en 1993 sur Mega Drive.

## Système de jeu
Eternal Champions est un jeu de combat classique reprenant de nombreux éléments de Street Fighter II: The World Warrior.
Des salles spéciales permettent de s'entrainer ou de combattre dans des salles contenant des pièges paramétrables, à la manière des entrainements des X-Men dans la bande dessinée du même nom.

## À noter
- Une suite du jeu sort sur Mega-CD sous le nom Eternal Champions: Challenge from the Dark Side.
- Le jeu X-Perts met en scène Shadow Yamoto d'Eternal Champions.